# 美国半导体行业协会
美国半导体行业协会（Semiconductor Industry Association，SIA）是一个美國半導體行業的贸易协会和游说团体，成立于1977年，總部位于华盛顿哥伦比亚特区。美国半导体行业协会在20世纪90年代初制定了第一个国际半导体技术发展蓝图。